# Вулиця Леоніда Первомайського
Ву́лиця Леоні́да Первома́йського — вулиця в Печерському районі міста Києва. Пролягає від вулиці Мечникова та Кловської площі до кінця забудови.
Прилучається Печерський узвіз, а також проходи на вулицю Панаса Мирного та бульвар Лесі Українки (сходи).

## Історія
Вулиця виникла в 50-ті роки XX століття, у 1958 році набула назву провулок Мечникова. Сучасна назва на честь письменника Леоніда Первомайського — з 1974 року. Забудовуватися вулиця почала наприкінці 1950-х років.

## Пам'ятники та меморіальні дошки
Буд. № 3 — меморіальна дошка на честь археолога Бібікова Сергія Миколайовича, який жив у цьому будинку в 1955–1988 роках.
Буд. 5-а  — меморіальна дошка на честь співака та композитора Володимира Івасюка, який у 1974—1976 роках працював у Будинку звукозапису Українського радіо над записом своїх пісень.

## Установи та заклади
- Відділення Державного казначейства України в Печерському районі (№ 9-А)
- Концертно-студійний комплекс Національної радіокомпанії України (№ 5-А)
  - Будинок звукозапису Українського радіо (№ 5-В)
- Житловий комплекс «Jack House» — третій за висотою хмарочос України (займає місце будинку № 8, проте має адресу по бульвару Лесі Українки)

## Зображення

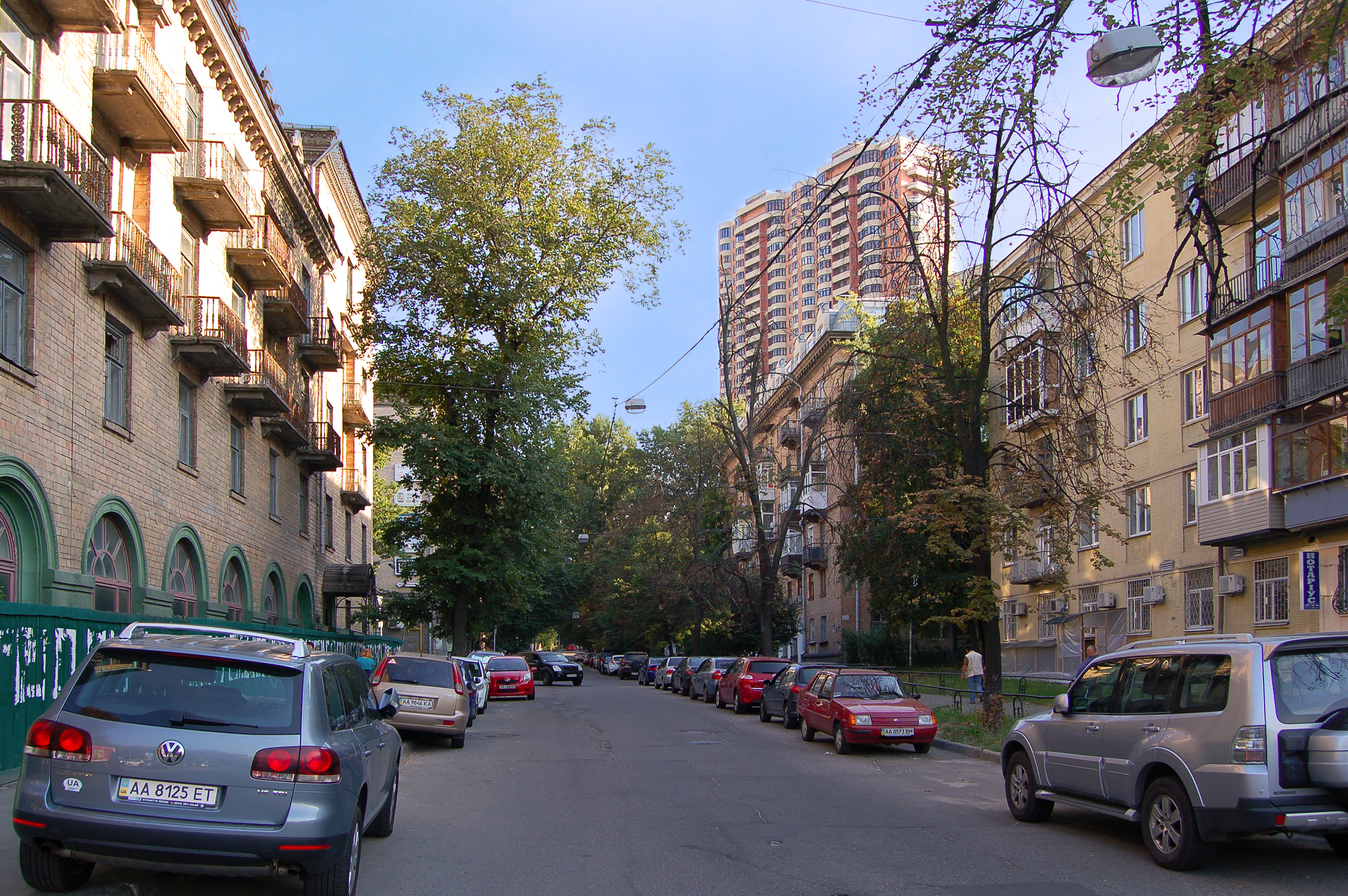
Початкова частина вулиці
Меморіальна дошка Сергієві Бібікову
Меморіальна дошка Володимирові Івасюку